# International GT Open 2012
Sezon 2012 w International GT Open – siódma edycja serii wyścigowej International GT Open. Sezon rozpoczął się 28 kwietnia na torze Autódromo Internacional do Algarve, a zakończył się 4 listopada na torze Circuit de Barcelona-Catalunya, po rozegraniu 16 rund.

## Kalendarz wyścigów
| Runda | Runda | Tor                                | Data        | Zwycięzca (Super GT)                | Zwycięzca (GTS)                      |
| ----- | ----- | ---------------------------------- | ----------- | ----------------------------------- | ------------------------------------ |
| 1     | W1    | Autódromo Internacional do Algarve | 28 kwietnia | Manthey Racing                      | AF Corse                             |
| 1     | W1    | Autódromo Internacional do Algarve | 28 kwietnia | Marco Holzer Nick Tandy             | Stefano Bizzarri Nicola Cadei        |
| 1     | W2    | Autódromo Internacional do Algarve | 29 kwietnia | Manthey Racing                      | Autorlando Sport                     |
| 1     | W2    | Autódromo Internacional do Algarve | 29 kwietnia | Marco Holzer Nick Tandy             | Marco Mapelli Archie Hamilton        |
| 2     | W1    | Nürburgring                        | 26 maja     | AF Corse                            | Seyffarth Motorsport                 |
| 2     | W1    | Nürburgring                        | 26 maja     | Gianmaria Bruni Federico Leo        | Kenneth Heyer Jan Seyffarth          |
| 2     | W2    | Nürburgring                        | 27 maja     | Scuderia Villorba                   | Seyffarth Motorsport                 |
| 2     | W2    | Nürburgring                        | 27 maja     | Juan Manuel López Andrea Montermini | Kenneth Heyer Jan Seyffarth          |
| 3     | W1    | Circuit de Spa-Francorchamps       | 23 czerwca  | AF Corse                            | AF Corse                             |
| 3     | W1    | Circuit de Spa-Francorchamps       | 23 czerwca  | Gianmaria Bruni Federico Leo        | Stefano Bizzarri Andrea Rizzoli      |
| 3     | W2    | Circuit de Spa-Francorchamps       | 24 czerwca  | Manthey Racing                      | Kessel Racing                        |
| 3     | W2    | Circuit de Spa-Francorchamps       | 24 czerwca  | Marco Holzer Nick Tandy             | Michael Dalle Stelle Daniel Zampieri |
| 4     | W1    | Brands Hatch                       | 14 lipca    | Kessel Racing                       | Autorlando Sport                     |
| 4     | W1    | Brands Hatch                       | 14 lipca    | Philipp Peter Michał Broniszewski   | Marco Mapelli Archie Hamilton        |
| 4     | W2    | Brands Hatch                       | 15 lipca    | Villois Racing                      | Autorlando Sport                     |
| 4     | W2    | Brands Hatch                       | 15 lipca    | Álvaro Barba Matteo Malucelli       | Marco Mapelli Archie Hamilton        |
| 5     | W1    | Circuit Paul Ricard                | 21 lipca    | Villois Racing                      | Kessel Racing                        |
| 5     | W1    | Circuit Paul Ricard                | 21 lipca    | Álvaro Barba Matteo Malucelli       | Michael Dalle Stelle Daniel Zampieri |
| 5     | W2    | Circuit Paul Ricard                | 22 lipca    | Scuderia Villorba                   | Autorlando Sport                     |
| 5     | W2    | Circuit Paul Ricard                | 22 lipca    | Juan Manuel López Andrea Montermini | Matteo Beretta Marcello Puglisi      |
| 6     | W1    | Hungaroring                        | 8 września  | V8 Racing                           | AF Corse                             |
| 6     | W1    | Hungaroring                        | 8 września  | Miguel Ramos Raffaele Giammaria     | Stefano Bizzarri Nicola Cadei        |
| 6     | W2    | Hungaroring                        | 9 września  | Villois Racing                      | Kessel Racing                        |
| 6     | W2    | Hungaroring                        | 9 września  | Álvaro Barba Matteo Malucelli       | Michael Dalle Stelle Daniel Zampieri |
| 7     | W1    | Autodromo Nazionale Monza          | 29 września | IMSA Performance Matmut             | Autorlando Sport                     |
| 7     | W1    | Autodromo Nazionale Monza          | 29 września | Raymond Narac Patrick Pilet         | Matteo Beretta Marcello Puglisi      |
| 7     | W2    | Autodromo Nazionale Monza          | 30 września | Villois Racing                      | Kessel Racing                        |
| 7     | W2    | Autodromo Nazionale Monza          | 30 września | Álvaro Barba Matteo Malucelli       | Michael Dalle Stelle Daniel Zampieri |
| 8     | W1    | Circuit de Catalunya               | 3 listopada | Villois Racing                      | GPR Racing                           |
| 8     | W1    | Circuit de Catalunya               | 3 listopada | Álvaro Barba Matteo Malucelli       | Maxime Martin Bertrand Baguette      |
| 8     | W2    | Circuit de Catalunya               | 4 listopada | Manthey Racing                      | AF Corse                             |
| 8     | W2    | Circuit de Catalunya               | 4 listopada | Marco Holzer Nick Tandy             | Stefano Bizzarri Andrea Rizzoli      |

## Klasyfikacja kierowców

### Super GT
| Legenda oznaczeń w tabelach wyników Wyświetl szablon na nowej stronie | Legenda oznaczeń w tabelach wyników Wyświetl szablon na nowej stronie                                                                     |
| Oznaczenie                                                            | Wyjaśnienie |
| --------------------------------------------------------------------- | --- |
| Złoty                                                                 | Zwycięzca lub mistrzostwo |
| Srebrny                                                               | 2. miejsce lub wicemistrzostwo |
| Brązowy                                                               | 3. miejsce lub II wicemistrzostwo |
| Zielony                                                               | Ukończył, punktował (w klasyfikacji generalnej, gdy zdobył co najmniej jeden punkt na przestrzeni sezonu, poza trzema powyższymi opcjami) |
| Niebieski                                                             | Ukończył, nie punktował (w klasyfikacji generalnej, gdy nie zdobył co najmniej jednego punktu na przestrzeni sezonu)                      |
| Czerwony                                                              | Nie zakwalifikował się (NZ) |
| Czerwony                                                              | Nie prekwalifikował się (NPK) |
| Różowy                                                                | Nie ukończył (NU) |
| Różowy                                                                | Niesklasyfikowany (NS) (w klasyfikacji generalnej, gdy nie został sklasyfikowany w żadnym wyścigu sezonu)                                 |
| Czarny                                                                | Zdyskwalifikowany (DK) |
| Czarny                                                                | Wykluczony (WYK/EX) |
| Biały                                                                 | Nie wystartował (NW) |
| Biały                                                                 | Kontuzjowany (K/INJ) |
| Biały                                                                 | Wyścig odwołany (OD/C) |
| Bez koloru                                                            | Został wycofany (WYC/WD) |
| Bez koloru                                                            | Nie przybył (NP/DNA) |
| Bez koloru                                                            | Nie brał udziału w treningach (NT/DNP) |
| Bez koloru                                                            | Nie został zgłoszony (–) |
| Pogrubienie                                                           | Start z pole position |
| Kursywa                                                               | Najszybsze okrążenie wyścigu |
| †                                                                     | Nie ukończył, ale jego rezultat został zaliczony ze względu na przejechanie więcej niż 90% dystansu wyścigu.                              |
| *                                                                     | Sezon w trakcie |
| 1/2/3                                                                 | Punktowana pozycja w sprincie kwalifikacyjnym                                                                                             |
| Lista systemów punktacji Formuły 1                                    | |

| Poz. | Kierowca           | Pkt. |
| ---- | ------------------ | ---- |
| 1    | Gianmaria Bruni    | 85   |
| 1    | Federico Leo       | 85   |
| 3    | Marco Holzer       | 84   |
| 3    | Nick Tandy         | 84   |
| 5    | Álvaro Barba       | 76   |
| 5    | Matteo Malucelli   | 76   |
| 7    | Raffaele Giammaria | 67   |
| 7    | Miguel Ramos       | 67   |
| 9    | Andrea Montermini  | 65   |
| 9    | Juan Manuel López  | 65   |
| 11   | Patrick Pilet      | 63   |
| 11   | Raymond Narac      | 63   |
| 13   | Philipp Peter      | 38   |
| Poz. | Kierowca           | Pkt. |

## Klasyfikacja Zespołów

### Super GT
| Poz. | Zespół                  | Pkt. |
| ---- | ----------------------- | ---- |
| 1    | AF Corse                | 85   |
| 2    | Manthey Racing          | 84   |
| 3    | Villois Racing          | 76   |
| 4    | V8 Racing               | 69   |
| 5    | Scuderia Villorba       | 65   |
| 6    | IMSA Performance Matmut | 63   |
| 7    | Kessel Racing           | 38   |
| 8    | Black Team              | 13   |
| 9    | Drivex School           | 3    |
| Poz. | Zespół                  | Pkt. |